# دبير (منصب)
دبير هو لقب كان يُستخدم في الدول الإسلامية كالدولة السلجوقية، وهو من أصل فارسي، وظل استخدامه طويلًا في إيران وشبه القارة الهندية. إن كلمة ديبير تعني بالفارسية الوسطى "السكرتير/الكاتب". كان الدبير هو لقب إحدى الطبقات الأربع في مجتمع إيران الساسانية، والتي لعبت دورًا رئيسًا في السياسة الساسانية. لقد فقد هذا المصطلح شعبيته في عهد الخلافة الأموية، عندما اُستبدلَت لغة الحكم الفارسية باللغة العربية كلغة إدارية (تعريب الدواوين). أصبح اللقب مرة أخرى لقبًا إداريًا باعتباره الشكل الفارسي الجديد "دبیر" ( دبیر ) عندما أُحييَت اللغة الفارسية كلغة الإدارة في عهد السامانيين والغزنويين. وقد اُستُخدم اللقب بعد ذلك لعقود من الزمن حتى العصر الصفوي، حيث اُستبدل بلقب منشي. ومع ذلك، أُعيد استخدام مصطلح الدبير مرة أخرى في عهد السلالة القاجارية.
خلال فترة سلطنة مغول الهند في شبه القارة الهندية، اُستخدمَت الكلمة الفارسية "دبير" كلقب شرف للكتاب وأمناء الحكومة والإداريين. حصل الشاعر الهندي ميرزا غالب على اللقب الشرفي "دبير الملك". وكان المعلم الهندي روبا جوسوامي [الإنجليزية] في القرن السادس عشر من بين أولئك الذين حملوا لقب دبير أثناء منصبه كأمين عام للسلطان. إن كلمة (دبير) بالإضافة إلى استخدامه دبير كلقب شرف، فإنه تُستخدم أحيانًا كاسم.

## شخصيات باسم دبير
- علي رضا دبير [الإنجليزية] (مواليد 1977)، مصارع إيراني
- دبير خان [الإنجليزية] (مواليد 1905)، مغني هندي
- دبير الدين أحمد [الإنجليزية] (مواليد 1927)، سياسي بنجلاديشي
- محمد دبير مقدم [الإنجليزية] (مواليد 1953)، لغوي إيراني
- برامود دبير [الإنجليزية] (مواليد 1984)، لاعب تنس أمريكي
- سانجيتا دبير [الإنجليزية] (مواليد 1971)، لاعبة كريكيت هندية
- سونيا دبير [الإنجليزية] (مواليد 1980)، لاعبة كريكيت هندية